# Thierry Larchier d'Hirson
Thierry Larchier d'Hirson ou d'Hireçon, ou de Hérisson, (né dans le Bourbonnais vers 1270, mort le 23 août 1328) était un clerc de Robert II d'Artois. Il a été évêque d'Arras pendant quelques mois en 1328 avant sa mort.

## Biographie
D'abord simple clerc de Robert II d'Artois, puis chanoine d'Arras en 1299, il est utilisé par Philippe le Bel pour plusieurs missions: sous Robert III d'Artois en 1303, il est fait chancelier de la comtesse Mahaut d'Artois (épouse du comte de Bourgogne et qui lui succède rapidement en tant que puissante régente qui, en mariant ses filles aux jeunes princes, s'allie les faveurs de Philippe pour agrandir le royaume). Il est ensuite élevé en 1309 au titre de prévôt d’Aire-sur-la-Lys pour l'administration du comté d'Artois, perdu définitivement par Robert III qui y prétendait depuis plusieurs années contre sa tante Mahaut.
À peine quelques mois avant sa mort, Thierry est nommé évêque d'Arras  en avril 1328 et devient le concubin de Jeanne de Divion, issue d'une ancienne famille aristocratique ruinée de l'Artois. Cette dernière, pour se venger de ce qu'elle n'avait rien reçu en héritage à la mort de l'évêque Thierry, procura de faux documents à Robert III d'Artois afin qu'il puisse récupérer son comté que sa tante la comtesse Mahaut, l'exécutrice testamentaire de l'évêque, lui avait soustrait de la succession. Sa nièce Béatrice d'Hirson était une demoiselle de parage de la comtesse Mahaut d'Artois.
A ces différents titres, il se trouve être l'un des nombreux protagonistes de la suite romanesque Les Rois maudits, y compris dans ses deux adaptations télévisées.

## Postérité
On lui doit la fondation de la chartreuse de Val-Saint-Esprit, à ne pas confondre avec la chartreuse des Dames, toutes deux situées sur le même territoire communal.